# Hovmantorps socken
Hovmantorps socken i Småland ingick i Konga härad i Värend och området är sedan 1971 en del av Lessebo kommun i Kronobergs län, från 2016 inom Hovmantorps distrikt och Lessebo distrikt.
Socknens areal är 118,38 kvadratkilometer, varav land 93,07. År 2000 fanns här 3 435 invånare. Tätorten Hovmantorp med sockenkyrkan Hovmantorps kyrka ligger i socknen. 

## Administrativ historik
Hovmantorps socken har medeltida ursprung.
Vid kommunreformen 1862 övergick socknens ansvar för de kyrkliga frågorna till Hovmantorps församling och för de borgerliga frågorna till Hovmantorps landskommun.  Delar av landskommunen överfördes 1939 till Lessebo köping. Vid kommunreformen 1952 utökades Hovmantorps landskommun och bildade Hovmantorps köping som i sin tur upplöstes 1971 då Hovmantorpsdelen uppgick i Lessebo kommun. Lessebo församling bildades genom ett utbrytning ur Hovmantorps församling 1961. 2021 uppgick församlingen i Lessebo församling.
1 januari 2016 inrättades distrikten Lessebo och Hovmantorp, med samma omfattning som motsvarande församlingar hade 1999/2000 och fick 1961, och vari detta sockenområde ingår.
Socknen tillhört samma fögderier och domsagor som Konga härad. De indelta soldaterna tillhörde Smålands husarregemente, Vexio kompaniet, och Kronobergs regemente, Liv kompaniet.

## Geografi
Hovmantorps socken består av en småkuperad skogstrakt i Ronnebyåns övre lopp med sjöar som Rottnen, Öjen och Läen.

## Fornminnen
En stenåldersboplats med resta stenar och järnåldersgravfält vid Hovmantorps gård och Ormeshaga är kända.

## Namnet
Namnet (1403 Hamundatorp), taget från kyrkbyn, består av förledet mansnamnet Hamunder och efterledet torp.

## Historiska personer med koppling till socknen
- Einar Ahl (1890–1957), riksdagsledamot
- Rune B. Axelsson (1935–2004), författare, journalist
- Johan Paulin Olivecrantz (1633–1707), diplomat, ägare till Hovmantorps säteri
- Elof Rosenblad (1756–1838), militär

### Fotnoter
1. 1 2 3  Svensk Uppslagsbok Hovmantorps socken Arkiverad 19 augusti 2015 hämtat från the Wayback Machine.
2. 1 2  Harlén, Hans; Harlén Eivy (2003). Sverige från A till Ö: geografisk-historisk uppslagsbok. Stockholm: Kommentus. Libris 9337075. ISBN 91-7345-139-8
3. ↑  ”Församlingar”. Statistiska centralbyrån. https://www.scb.se/hitta-statistik/regional-statistik-och-kartor/regionala-indelningar/forsamlingar/. Läst 30 december 2022.
4. ↑  Administrativ historik för Hovmantorp socken (Klicka på församlingsposten). Källa: Nationella arkivdatabasen, Riksarkivet.
5. 1 2  Sjögren, Otto (1931). Sverige geografisk beskrivning del 2 Östergötlands, Jönköpings, Kronobergs, Kalmar och Gotlands län. Stockholm: Wahlström & Widstrand. Libris 9939
6. 1 2 3  Nationalencyklopedin
7. ↑  Fornlämningar, Statens historiska museum: Hovmantorps socken
8. ↑  Fornminnesregistret, Riksantikvarieämbetet: Hovmantorps socken Fornminnen i socknen erhålls på kartan genom att skriva in sockennamn (utan "socken") i "Ange geografiskt område"